# 폴리크레줄렌
폴리크레줄렌(Policresulen)은 알보칠(Albothyl)의 주성분으로, 부분적으로 혈액을 굳게 해주는 소독제이다. 치질과 같은 흔한 항문 질환의 염증에 이용된다. 대만에서는 폴리렌(Polilen)이라고 부르기도 한다. pH 0이하의 초강산으로 분류된다.